# Lista de ciclones tropicais

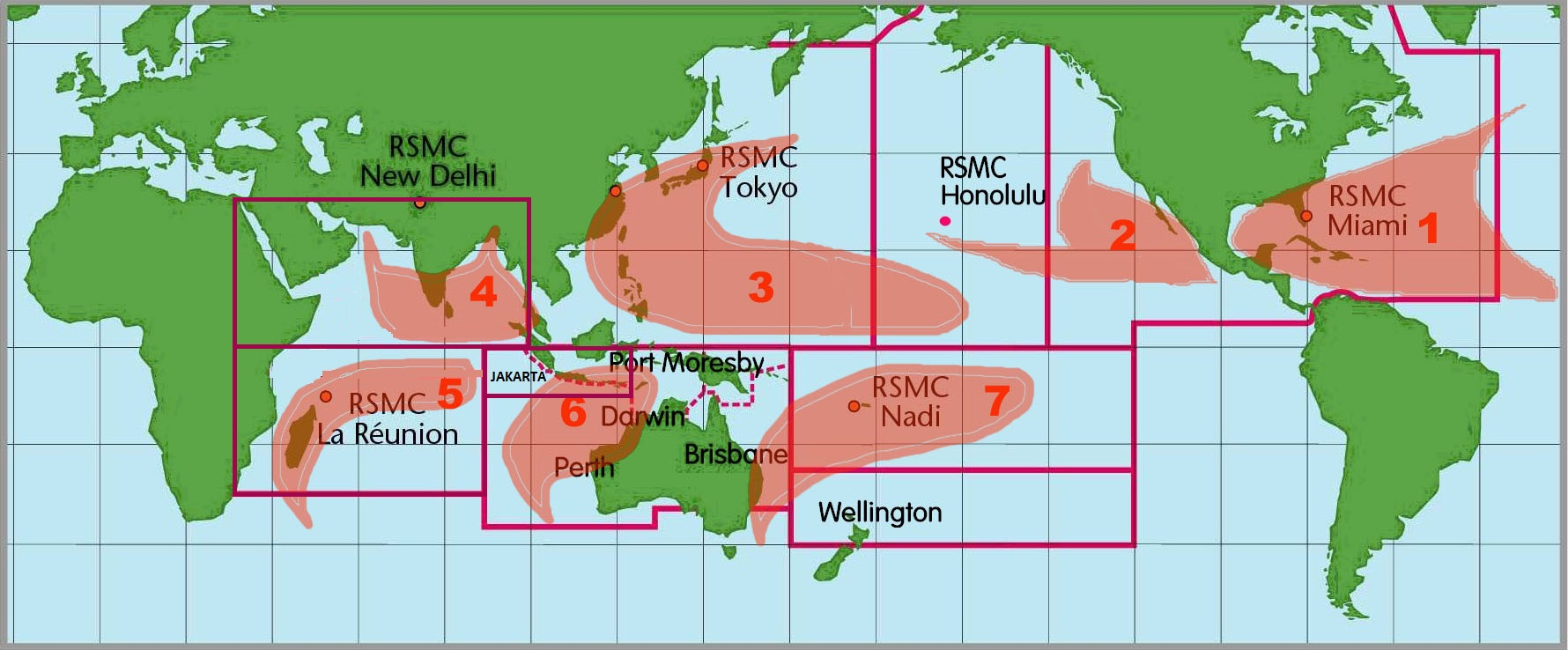
Bacias de formação de ciclones tropicais. Cada bacia tem a sua própria temporada ciclônica predeterminada

Os ciclones tropicais (também chamados de furacões no Oceano Atlântico e no Oceano Pacífico ao norte da linha do Equador e a leste da Linha Internacional de Data, de tufões no Oceano Pacífico ao norte da linha do Equador e a oeste da Linha Internacional de Data, de tempestade ciclônica no Oceano Índico ao norte da linha do Equador, ou simplesmente ciclones em outras regiões do mundo) tendem a se formar durante o verão e o outono, quando a temperatura da superfície do mar está superior a 26,5°C. Por isso, a época propícia para a formação de ciclones tropicais é normalmente chamada de temporada de ciclones tropicais ou temporada ciclônica. Cada região ou bacia oceânica tem o seu próprio período predefinido para o início e o término da respectiva temporada ciclônica, que é definida pelo Centro Meteorológico Regional Especializado (CMRE) responsável por cada bacia oceânica. Os CMREs são designados pela Organização Meteorológica Mundial (OMM) para atuar na monitoração dos ciclones tropicais pelo mundo, sendo que cada uma atua dentro de sua área de responsabilidade definida pela OMM.

## Oceano Atlântico norte
No Oceano Atlântico, ao norte da linha do Equador, a temporada ciclônica, ou temporada de furacões, começa em 1 de Junho e termina em 30 de Novembro de cada ano. O pico de atividade dos furacões no Atlântico norte varia entre Agosto e Outubro. A seguir, está apresentada uma lista das temporadas de furacões no Atlântico por ano:
- Lista de temporadas de furacões no Atlântico

## Oceano Pacífico nordeste
No Oceano Pacífico, ao norte da linha do Equador e a oeste do meridiano 140 W, a temporada ciclônica, ou temporada de furacões, começa em 15 de Maio e também termina em 30 de Novembro de cada ano. Assim como no Atlântico, o pico de atividade também varia entre Agosto e Outubro no Pacífico nordeste.
No Oceano Pacífico centro-norte, ao norte da linha do Equador e entre a Linha Internacional de Data e o meridiano 140°O, a temporada ciclônica, ou temporada de furacões, começa em 1 de Junho e termina em 30 de Novembro.
A seguir, está apresentada uma lista das temporadas de furacões no Pacífico nordeste e centro-norte por ano:
- Lista de temporadas de furacões no Pacífico

## Oceano Pacífico noroeste
No Oceano Pacífico noroeste, ao norte da linha do Equador e a oeste da Linha Internacional de Data, assim como no mar da China Meridional, não há uma época predefinida para o começo ou o término das temporadas, já que os ciclones tropicais (neste caso os tufões) podem se formar a qualquer época do ano. No entanto, os ciclones tropicais tendem a se formar entre Abril e Janeiro. A seguir, está apresentada uma lista das temporadas de tufões no Pacífico por ano:
- Lista de temporadas de tufões no Pacífico

## Oceano Índico norte
No Oceano Índico norte, ao norte da linha do Equador, assim como no Pacífico noroeste, não há uma temporada com datas de início e fim predeterminadas. No entanto, os ciclones tropicais nesta região oceânica tendem a se formar entre Abril e Dezembro, com picos em Maio e em Novembro. A seguir, está apresentada uma lista das temporadas de ciclones no Oceano Índico norte por ano:
- Lista de temporadas de ciclones no Oceano Índico norte

## Oceano Índico sudoeste
No Oceano Índico sudoeste, ao sul da linha do Equador e a oeste do meridiano 90 E, a temporada ciclônica começa em 15 de Novembro e termina em 30 de Abril de cada ano, com picos geralmente em Março. A seguir, está apresentada uma lista das temporadas de ciclones no Oceano Índico sudoeste por ano:
- Lista de temporadas de ciclones no Oceano Índico sudoeste

## Região da Austrália
A região da Austrália, que engloba o Oceano Índico sudeste, o mar de Arafura, o mar de Timor, o golfo de Carpentária, o golfo de Papua e o mar de Coral, a temporada ciclônica começa em 1 de Novembro e termina em 30 de Abril de cada ano. Assim como no Índico sudoeste, o pico de atividade ocorre geralmente em Março. A seguir, está apresentada uma lista das temporadas de ciclones no Oceano Índico sudoeste por ano:
- Lista de temporadas de ciclones na região da Austrália

## Oceano Pacífico sul
O Oceano Pacífico sul, ao sul da linha do Equador e entre os meridianos 160°L e 120°O, assim como na região da Austrália, a temporada ciclônica começa em 1 de Novembro e termina em 30 de Abril, com pico de atividade em Março. A seguir, está apresentada uma lista das temporadas de ciclones no Oceano Índico sudoeste por ano:
- Lista de temporadas de ciclones no Pacífico sul

## Oceano Atlântico Sul
O Oceano Atlântico Sul, não tem uma temporada de furacões ou tempestades fixa, pois nesse oceano, essas tempestades são extremamente raras.
Um Ciclone (Furacão) tropical do Atlântico Sul é todo o tipo de tempestade que se forma em alto mar (entre a costa brasileira e a africana) e apresenta características de furacão, depressão tropical ou tempestade tropical.
Dentre as mais recentes tempestades, podemos citar o Furacão Catarina ( atingiu o estado de Santa Catarina ), a tempestade tropical Anita de 2010 ( atingiu o estado de Santa Catarina e Rio Grande do Sul ), o ciclone tropical de Angola de 1991 e o ciclone tropical de 2004 ( atingiu o estado da Bahia ).